# The Wizarding World of Harry Potter (Universal Orlando Resort)
The Wizarding World of Harry Potter (O Mundo Mágico de Harry Potter) é uma área temática presente em três parques do Universal Orlando Resort, na Flórida: Universal Islands of Adventure, Universal Studios Florida e o Universal Epic Universe. Inspirada na franquia Harry Potter, a área recria elementos dos filmes e dos livros de J. K. Rowling, em colaboração com a Warner Bros. Entertainment, por meio de um acordo de licenciamento exclusivo. Desde sua inauguração, foi amplamente bem recebido pelo público e contribuiu significativamente para o aumento da visitação ao complexo.

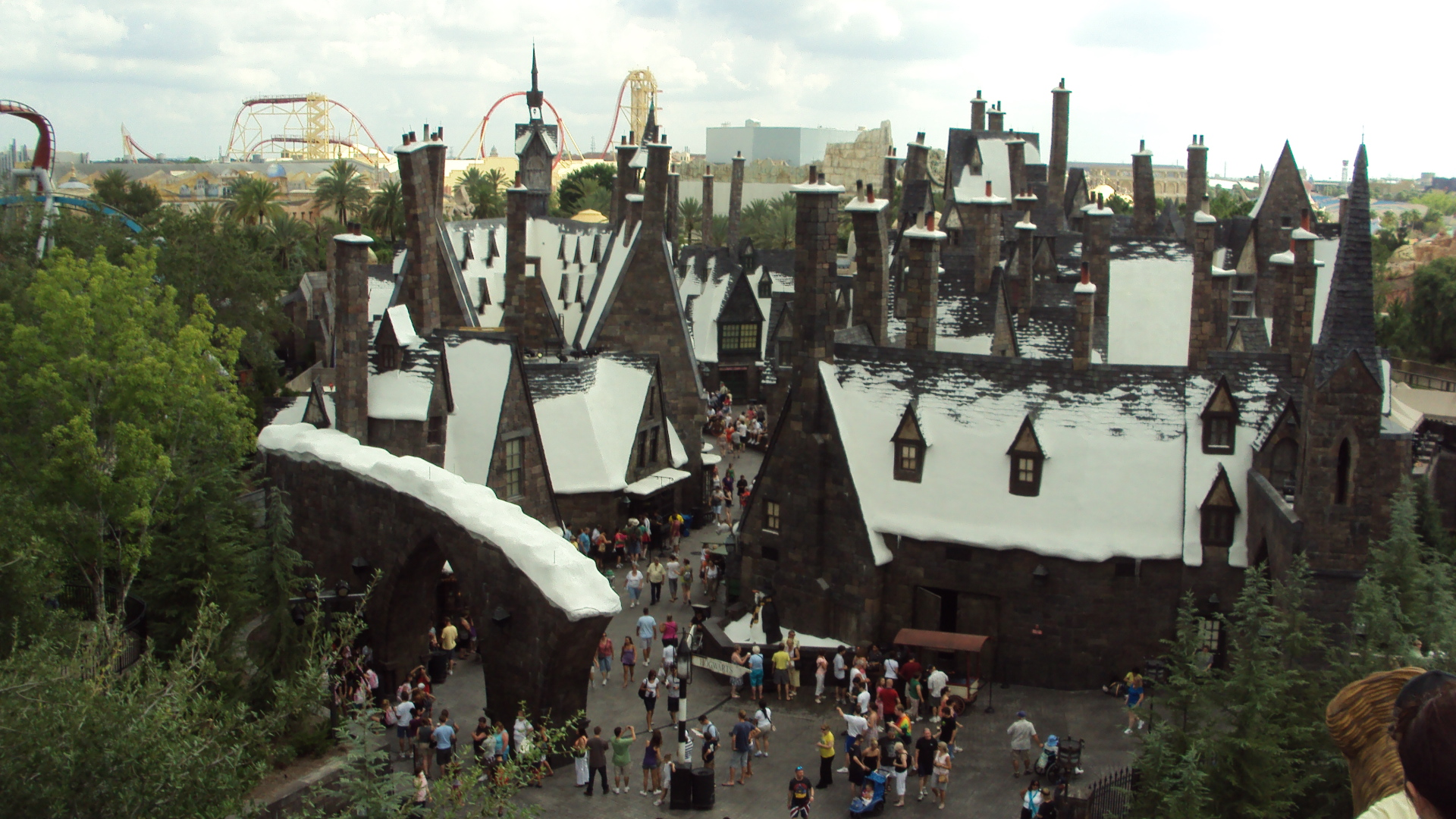
Área de Hogsmade no The Wizarding World of Harry Potter

A primeira fase do projeto foi oficialmente anunciada para o Islands of Adventure em 31 de maio de 2007. Após um período de construção de dois anos e meio, a área foi inaugurada ao público em 18 de junho de 2010. Entre as principais atrações está Harry Potter and the Forbidden Journey, uma atração no escuro que leva os visitantes a uma jornada pelo interior e arredores da Escola de Magia e Bruxaria de Hogwarts. A área reproduz a vila de Hogsmeade e inclui outras atrações como Hagrid's Magical Creatures Motorbike Adventure, uma montanha-russa de múltiplos lançamentos, e Flight of the Hippogriff, uma montanha-russa familiar. Além das atrações, há lojas e restaurantes inspirados nos livros, como Dervixes & Bangues, Dedosdemel, Olivaras e Três Vassouras.
A segunda fase representou uma expansão significativa, com grande parte da construção ocorrendo no parque temático Universal Studios Florida, localizado ao lado. A nova área, inaugurada em 8 de julho de 2014, recria o Beco Diagonal, a icônica região de Londres presente nos livros e filmes da franquia. A principal atração dessa expansão é Harry Potter and the Escape from Gringotts, uma montanha-russa coberta de aço que combina efeitos visuais em 3D com movimento sincronizado. Além disso, o trem Hogwarts Express permite que os visitantes viajem entre as duas áreas temáticas, conectando Hogsmeade e o Beco Diagonal. Ambas as áreas oferecem uma experiência imersiva, com eventos ao vivo, apresentações interativas e uma variedade de alimentos e bebidas temáticos, incluindo as populares versões de Cerveja Amanteigada.